# ماله سواتونوویتسه
ماله سواتونوویتسه (به چکی: Malé Svatoňovice) یک منطقهٔ مسکونی در جمهوری چک است که در منطقه تروتنوف واقع شده‌است.
 ماله سواتونوویتسه  ۱٬۵۷۲ نفر جمعیت دارد.